# Monacos Davis Cup-lag
Monacos Davis Cup-lag styrs av monegasiska lawntennisförbundet och representerar Monaco i tennisturneringen Davis Cup, tidigare International Lawn Tennis Challenge. Monaco debuterade i sammanhanget 1929 och nådde semifinal i Europazonen 1972.